# Florence Larrieu: Le juge est une femme
Florence Larrieu: Le juge est une femme è una serie televisiva poliziesca francese trasmessa tra il 1993 e il 2002 da TF1.
Incentrata sui casi giudiziari affrontati dal giudice istruttore Florence Larrieu , interpretata Florence Pernel, la serie è tratta dalla trilogia di romanzi poliziesca pubblicata da Noëlle Loriot tra il 1993 e il 1997, composta da Prière d'insérer, L'Inculpé e Affaire de famille.
Dal 2002 alla serie ha fatto seguito l'analoga Alice Nevers - Professione giudice (Alice Nevers: Le juge est une femme, in cui la protagonista Alice Nevers è interpretata da Marine Delterme. 

## Personaggi e interpreti
- Florence Larrieu (stagioni 1-7), interpretata da Florence Pernel.
- Commissario Saintigny (stagione 7), interpretato Patrick Catalifo.
- Ispettore Jolu (stagione 7), interpretato da Aurélien Wiik.
- Tenente Colas (stagioni 1-6), interpretato da Frédéric Diefenthal.
- Cancelliere (stagioni 1-2), interpretato da Arsène Jiroyan.
- Papà di Florence (stagione 1), interpretato da Victor Garrivier.

## Episodi
| Stagione         | Episodi     | Prima TV Francia | Prima TV Italia |
| ---------------- | ----------- | ---------------- | --------------- |
| Film pilota      | Film pilota | 1993             |                 |
| Prima stagione   | 2           | 1994-1995        |                 |
| Seconda stagione | 2           | 1995-1996        |                 |
| Terza stagione   | 2           | 1996-1997        |                 |
| Quarta stagione  | 3           | 1998-1999        |                 |
| Quinta stagione  | 2           | 1999-2000        |                 |
| Sesta stagione   | 2           | 2000-2001        |                 |
| Settima stagione | 3           | 2001-2002        |                 |